# Edith Nidl
Edith Henriette Aloisia Nidl, später: Edith Henriette Baronin Petz, auch Edith Petz (* 14. Mai 1910 in Wien; † 21. Dezember 1978 ebenda) war eine österreichische Journalistin und Publizistin und die Mutter des Sängers Freddy Quinn.

## Leben

### Herkunft und Familie
Edith Nidl kam als Tochter des Gartenarchitekten Heinrich Nidl und dessen Ehefrau Rosa Philomena, geborene Schich, zur Welt. Ihr Vater stammte aus dem südböhmischen Netolitz bei Budweis und ihre Mutter aus dem südmährischen Brünn, beide im heutigen Tschechien gelegen. Ende der 1920er Jahre ging sie nach Hamburg, um sich bei der Tageszeitung Hamburger Fremdenblatt zur Journalistin ausbilden zu lassen. Dort lernte sie den irischstämmigen Kaufmann Johann Quinn († 1943) kennen. Im Sommer 1931 kehrte sie hochschwanger nach Wien zurück und kam bei ihrer Mutter unter. Am 27. September 1931 brachte sie ihren Sohn Manfred Franz Eugen Helmuth, später bekannt unter dem Namen Freddy Quinn, zur Welt. Drei Jahre nach der Geburt sollen Edith Nidl und Johann Quinn geheiratet haben. Die Ehe habe nicht lange gehalten und Johann Quinn habe sich mit dem Sohn nach Morgantown in West Virginia, USA, abgesetzt. Der Sohn sei nach Europa zurückgekommen, als Edith Nidl 1938 das Sorgerecht zugesprochen wurde. Diese Erzählung ist laut Elmar Kraushaar, einem Biografen von Freddy Quinn, nicht gesichert. Nach österreichischem Recht waren Johann Quinn und Edith Nidl nie verheiratet. Am 27. Juli 1939 heiratete sie den 23 Jahre älteren „verarmten Adeligen“ Rudolf Anatol von Petz. Er adoptierte ihren Sohn Freddy und brachte aus erster Ehe seinen Sohn Rüdiger mit. Die Familie lebte in der Kochgasse 8, eine Wohnung, die Edith Petz 1938 von der Familie Recht übernommen hatte, deren Ehe damals als „Mischehe“ gegolten habe. Am 24. September 1940 kam die gemeinsame Tochter Dagmar zur Welt. Im Haushalt arbeitete ein Dienstmädchen, Änne Dietrichstein, die dort Zuflucht gefunden hatte, als sie von den Nazis verfolgt wurde.

### NS-Zeit
Nach Recherchen von Elmar Kraushaar war Edith Nidl von 1931 bis 1934, teilweise in Deutschland, für die Wiener NS-Wochenzeitung Der Kampfruf, die Alfred Frauenfeld 1930 in Wien gegründet hatte, als „Berichterstatterin“ tätig. Sie habe sich auch um eine Mitgliedschaft in der NSDAP bemüht und arbeitete als Sekretärin im Büro von Josef Bürckel, der 1938 nach Wien gekommen war, um die verbotene NSDAP neu zu organisieren. In dem Zeitraum, als sie für ihn tätig wurde, von 1939 bis 1940, war er Gauleiter in Wien und veranlasste die Massendeportationen von Wiener Juden.
1938 zeigte sie den jüdischen Unternehmer Julius Traub an, bei dem sie als Siebzehnjährige als Bürokraft gearbeitet hatte, und beschuldigte ihn, er habe sie um 3.000 Schilling betrogen und sei auch „zudringlich“ geworden. Traub wurde freigesprochen und das Verfahren gegen Edith Nidl eröffnet. 1941 wurde sie zu zweieinhalb Jahren Kerkerhaft verurteilt wegen Verleumdung und falscher Zeugenaussage. Sohn Freddy war während ihrer Haftzeit in einem Kinderheim in Ottakring untergebracht. 1944 wurde sie aus der Haft entlassen.

### Nachkriegszeit
Nach dem Zweiten Weltkrieg stand Edith Petz 1947 in derselben Angelegenheit wieder vor Gericht. Die Anklage lautete, den jüdischen Fabrikanten Julius Traub aus „politischer Gehässigkeit“  denunziert zu haben. Sie gab zu Protokoll, sie habe sich damals bei der NSDAP-Ortsgruppe nur interessant machen wollen „Ich wollte als gute Nationalsozialistin, die den Rassegedanken voll und ganz begriffen hat, dastehen.“ Nach ihrem Gnadengesuch „An den Herrn Bundespräsidenten der Republik Oesterreich“ wurde das Verfahren eingestellt.
Edith Petz war Verlegerin und Autorin der Wiener Tierpost – Das Blatt der Tier- und Naturfeunde, später Tierpost. Die erste Nummer erschien 1946. Als Eigentümer, Herausgeber und Verleger zeichnete im Impressum Rudolf Anatol von Petz. Er schrieb auch die meisten Texte. Als Sitz der Redaktion war die Kochstraße 8 angegeben. Im Sommer 1947 erschien zusätzlich Die Glocke, eine Jugendzeitschrift für Tier- und Naturschutz. Die Blätter kamen unregelmäßig heraus, da es Schwierigkeiten mit der Papierbeschaffung gab, und so wurde immer wieder an die Leser appelliert Geld zu spenden. Regelmäßig schrieben für die Wiener Tierpost Autoren der parapsychologischen Zeitschrift Das Neue Licht sowie Vertreter der Österreichischen Liga für Menschenrechte. Edith Petz kam in den ersten Ausgaben der Tierpost als „Tante Dita“ vor und als Autorin der Fortsetzungsgeschichte „Struppi und Hexi“. Ihre Ehe wurde am 12. Mai 1952 geschieden. Die Tierpost übernahm 1955 der Wiener Franz-Abéle-Verlag. Rudolf Petz starb am 16. April 1961 in Wien.
Laut Elmar Kraushaar nutzte sie nie den Prominentenstatus ihres Sohnes, um selbst an die Öffentlichkeit zu gehen. Sie gab sehr selten Interviews. 1965 klingelte ein Reporter ohne Termin bei ihr. Sie verleugnete sich selber mit den Worten „Frau Baronin ist nicht da, sie ist verreist. Ich bin nur die Untermieterin.“ Sie starb am 21. Dezember 1978 in Wien und wurde auf dem Friedhof im Wiener Stadtteil Döbling beigesetzt.